# ケルン/ボン空港駅
ケルン/ボン空港駅(Bahnhof Köln/Bonn Flughafen) はケルン・ボン空港にある鉄道駅で、ケルン-ライン＝マイン高速線を経由するICEの他、ローカル列車やSバーンが乗り入れている。駅の開業は2004年6月で15kmにわたるループ線の一部に位置している。ケルン・ボン空港はドイツの空港ではフランクフルト空港、デュッセルドルフ空港に次いで3番目に高速列車ICEの路線網と接続した空港である。
長さ約420m、幅40mのトンネル駅で、ホーム上は途中ガラスで覆われている。ドイツの鉄道駅の分類では約60あるカテゴリー2に区分けされる主要駅の一つである。ドイツ連邦政府は空港駅やループ線の建設に2億5,500万ユーロを支出している。